# ジャマイカ料理
ジャマイカ料理（ジャマイカりょうり、英: Jamaican cuisine）は、ジャマイカの料理。ヨーロッパやアフリカ、アジアなど様々な地域の影響を受けているカリブ料理。

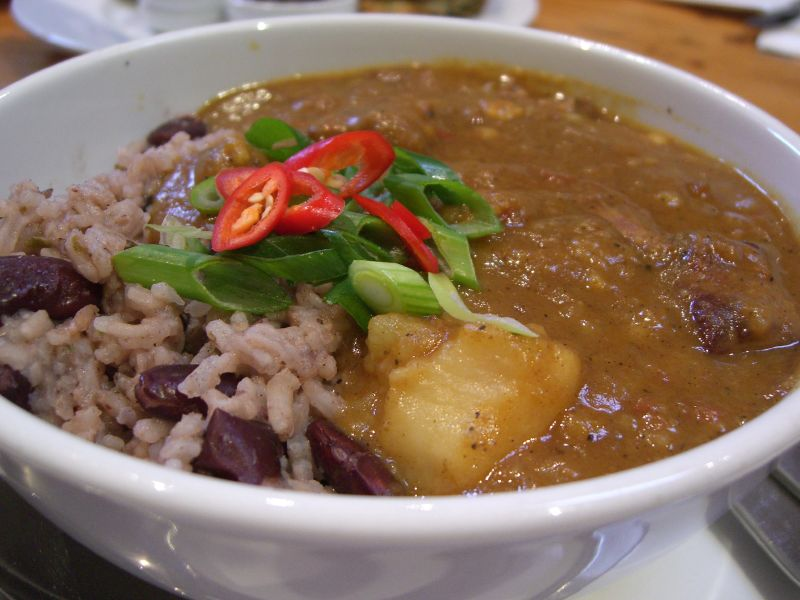
ヤギカレーにライスと豆を添えたもの

## 背景
ジャマイカ料理は、原住民であるタイノ族、ジャマイカを植民地として支配したスペインやイギリス、そしてスペイン人やイギリス人が連れてきたアフリカ人やインド人、中国人からの影響を受けている。他の影響は、ユダヤ人、レバノン人、アイルランド人、さらに近年では日本人の移民からもたらされている。
タイノ族は、農耕をおこなっており、キャッサバやトウモロコシなどを主食としていた。調理方法としてはバーベキューがあげられる。
スペイン人は、オレンジやレモン、ライム、ブドウ、タマリンド、サトウキビ、ココナッツ、バナナ、ショウガ、ザクロ、プランテンなどをもたらした。スペイン人から影響を受けた料理としては、エスコヴィッチド（エスカベシュ）フィッシュ、豆シチュー、オックステイルなどがある。揚げるという調理方法はスペイン人により持ち込まれた。また、牛や馬、山羊、羊、馬、ラバなどの動物もスペイン人によるものである。
イギリス人からは、マンゴーなどの食材が持ち込まれた。また、調理器具としてオーブンがもたらされ、ローストや塩漬けなどの調理方法が発展した。バンズ、スコーン、タルト、パイ、ケーキなどがオーブンで焼かれた。ケーキ作りは今日でも盛んである。
アフリカからもたらされた代表的な食材はアキーである。ジャマイカの国章にも使われており、「アキーアンドソルトフィッシュ」はジャマイカの国民食とも言われている。ジャマイカ料理は、今日においてもアフリカからの影響が大きい。塩漬けの肉やソルトフィッシュ（干しタラ等）が好まれるのもその影響である。
奴隷制の廃止後、労働力としてやってきたインド人や中国人からも影響を受けている。ジャマイカ独特のカレー料理が生まれた背景には、初期のインド系移民がジャマイカで入手することができる限られた香辛料で調理しなければならなかったことも影響している。カリーゴートやカリーチキンはローカルなファーストフード店でも提供されており、代表的なジャマイカ料理と言える。中国人はジャマイカに醤油をもたらした。ジャマイカの肉料理には醤油が使われる場合が多い。
また、ラスタファリアンは、アイタルフードと呼ばれる一種の精進料理を食べる。肉類やうろこのない魚は食べない、塩を使わないなどの特徴がある。

## 料理
- ジャークチキン、ジャークポーク（ジャークスパイス参照）
- カリーゴート(ヤギカレー)
- カリーチキン
- ジャマイカンパティ
- アキーアンドソルトフィッシュ
- オックステイルシチュー
- スタンプアンドゴー
- エスコヴィッチドフィッシュ
- マニッシュウォーター
- フェスティバル
- ライスアンドピーズ
- フィッシュティー

## 飲料
- レッドストライプ
- ティング
- ブルーマウンテンコーヒー
- ジャマイカンラム
- ソレル
- ココナッツウォーター

## 菓子
- トト